# Olimpiadi degli scacchi del 1962
Le Olimpiadi degli scacchi del 1962 furono la quindicesima edizione ufficiale, organizzata dalla FIDE, della competizione. Si tennero a Varna, in Bulgaria, dal 15 settembre al 10 ottobre; l'unico torneo previsto era quello open.

## Torneo
I giocatori partecipanti a questa edizione delle Olimpiadi furono 220 di 37 nazioni; Indonesia ed Ecuador, sebbene iscritte, non parteciparono. Le squadre vennero divise in quattro gironi all'italiana, e successivamente disputarono tre finali diverse, rispettivamente di 12 squadre (finali A e B) e 14 squadre (finale C): infatti in quest'ultima, disputatasi con il sistema svizzero per far giocare un numero uguale di partite a tutte le squadre, per garantire un numero pari di concorrenti fu aggiunta una seconda squadra della Bulgaria, che gareggiò fuori competizione.
Il regolamento presentava una novità: fu impedito infatti ai giocatori di accordarsi per una patta prima della trentesima mossa. Questa regola era stata approvata per diminuire il numero di partite finite in pareggio senza vera competizione, che erano aumentate nelle edizioni precedenti. La regola non funzionò bene, anche perché era sempre possibile causare una patta per ripetizione di mosse.
L'arbitro principale del torneo era il Grande maestro cecoslovacco Salo Flohr.

### Prima fase
Nella tabella seguente sono elencati i gruppi in cui vennero divise le squadre. In grassetto sono evidenziate le squadre qualificate alla finale A, in corsivo quelle qualificate alla finale B.
| Gruppo 1         | Gruppo 2    | Gruppo 3       | Gruppo 4    |
| ---------------- | ----------- | -------------- | ----------- |
| Belgio           | Bulgaria    | Cecoslovacchia | Albania     |
| Germania Est     | Israele     | Cipro          | Argentina   |
| Germania Ovest   | Mongolia    | Finlandia      | Austria     |
| Grecia           | Porto Rico  | Francia        | Cuba        |
| Norvegia         | Romania     | Islanda        | Danimarca   |
| Spagna           | Stati Uniti | Jugoslavia     | India       |
| Svezia           | Svizzera    | Lussemburgo    | Inghilterra |
| Turchia          | Tunisia     | Paesi Bassi    | Iran        |
| Unione Sovietica |             | Polonia        | Irlanda     |
|                  |             | Uruguay        | Ungheria    |

Nei primi due gironi non ci fu molta competizione per la qualificazione alla finale A: nel primo le due nazionali tedesche, dopo aver pareggiato tra loro, arrivarono immediatamente dietro all'Unione Sovietica, mentre nel secondo (con sole otto quadre a causa del forfait di Indonesia ed Ecuador) la Svizzera e Israele persero la possibilità di arrivare ai primi tre posti a causa di pesanti sconfitte nei primi turni.
Nel terzo gruppo la battaglia per la qualificazione si concentrò tra Polonia, Paesi Bassi e Cecoslovacchia. I Paesi Bassi, nonostante un avvio stentato, vinsero 4-0 con i polacchi, qualificandosi all'ultimo turno pareggiando con i cechi. Questi ultimi, per qualificarsi, dovevano sperare che la Francia strappasse mezzo punto alla Polonia; l'ultima partita di questo scontro venne aggiornata, e i cechi riuscirono a salvare il finale del giocatore francese studiando la posizione. Nell'ultimo girone, infine, l'Austria si qualificò battendo all'ultimo turno la Danimarca, superando quest'ultima, i cubani, che pareggiarono all'ultimo turno con l'Iran, e gli inglesi, che avevano raccolto due turni prima solo mezzo punto con gli argentini.

### Seconda fase
La fase finale cominciò il 27 settembre. Dopo una serie di vittorie di misura, l'Unione Sovietica guadagnò il primo posto dopo il sesto turno, senza lasciarlo più fino al termine del torneo. Gli Stati Uniti e la Jugoslavia la seguivano, ma negli ultimi turni l'Argentina, battendo in sequenza Austria, Romania e Paesi Bassi con ampio margine riuscì a recuperare lo svantaggio. All'ultimo turno la sfida tra gli statunitensi e la Jugoslavia, decisiva per l'assegnazione delle medaglie, fu decisa dalla partita sulla prima scacchiera, nella quale Gligorić batté Fischer. Gli iugoslavi ottennero quindi l'argento, mentre gli argentini il bronzo.
L'Unione Sovietica, al quinto oro di squadra consecutivo, ottenne anche quattro ori individuali e un bronzo individuale. In particolare, Keres vinse la sua quinta medaglia individuale, non perdendo una partita per la quinta Olimpiade consecutiva.

### Risultati assoluti
| Pos.     | Squadra          | Scacchiere                | Scacchiere            | Scacchiere              | Scacchiere              | Scacchiere           | Scacchiere           | Punti    |
| Pos.     | Squadra          | Prima                     | Seconda               | Terza                   | Quarta                  | Quinta (1ª riserva)  | Sesta (2ª riserva)   | Punti    |
| Finale A | Finale A         | Finale A                  | Finale A              | Finale A                | Finale A                | Finale A             | Finale A             | Finale A |
| -------- | ---------------- | ------------------------- | --------------------- | ----------------------- | ----------------------- | -------------------- | -------------------- | -------- |
|          | Unione Sovietica | GM Michail Botvinnik      | GM Tigran Petrosyan   | GM Boris Spasskij       | GM Paul Keres           | GM Juchym Heller     | GM Michail Tal'      | 31,5     |
|          | Jugoslavia       | GM Svetozar Gligorić      | GM Petar Trifunović   | GM Aleksandar Matanović | GM Borislav Ivkov       | MI Bruno Parma       | Dragoljub Minić      | 28       |
|          | Argentina        | GM Miguel Najdorf         | MI Julio Bolbochán    | GM Oscar Panno          | MI Raúl Sanguineti      | GM Héctor Rossetto   | Alberto Foguelman    | 26       |
| 4        | Stati Uniti      | GM Robert Fischer         | GM Pál Benkő          | GM Larry Evans          | MI Robert Byrne         | MI Donald Byrne      | Edmar Mednis         | 25       |
| 5        | Ungheria         | GM Lajos Portisch         | GM László Szabó       | GM István Bilek         | GM Gedeon Barcza        | MI Levente Lengyel   | MI Károly Honfi      | 23       |
| 6        | Bulgaria         | Nikola Pădevski           | MI Georgi Tringov     | MI Nikolaj Minev        | MI Atanas Kolarov       | MI Zdravko Milev     | Ljuben Popov         | 21,5     |
| 7        | Germania Ovest   | GM Wolfgang Unzicker      | MI Klaus Darga        | GM Lothar Schmidt       | Paul Tröger             | Hans-Joachim Hecht   | Dieter Mohrlock      | 21       |
| 8        | Germania Est     | GM Wolfgang Uhlmann       | MI Wolfgang Pietzsch  | MI Burkhard Malick      | Lothar Zinn             | MI Reinhart Fuchs    | Heinz Liebert        | 20,5     |
| Finale B |                  |                           |                       |                         |                         |                      |                      |          |
| 13       | Spagna           | GM Arturo Pomar Salamanca | Jesús Díez del Corral | Pedro Puig Pullido      | Edurado Franco Raymundo | José Ridameya Tatche | Tomas Serra Olives   | 26,5     |
| 14       | Inghilterra      | MI Jonathan Penrose       | Peter Clarke          | MI Harry Golombek       | John Eric Littlewood    | Leonard Barden       | MI Robert G. Wade    | 26,5     |
| 15       | Israele          | MI Yosef Porath           | Izak Aloni            | MI Moshe Czerniak       | Yair Kraidman           | Zadok Domnitz        | Gedali Shapiro       | 25       |
| Finale C |                  |                           |                       |                         |                         |                      |                      |          |
| 25       | Norvegia         | Svein Johannessen         | Per Lindblom          | Ragnar Hoen             | Arne Vinje Gulbrandsen  | Arne Zwaig           | Eivind Stensholt     | 32,5     |
| [ 5 ]    | Bulgaria 2       | Filip Filipov             | Emil Karastojčev      | Georgi Daskalov         | Valentin Bogdanov       | Teodor Čipev         | Evstati Burhanlarski | 29,5     |
| 26       | Albania          | Ylvi Pustina              | Esat Duraku           | Eqrem Konçi             | Mendim Veizaj           | Teodor Siliqi        | Fatos Omari          | 28,5     |
| 27       | Tunisia          | Ridha Belkadi             | Khelil Lagha          | Behir Kchouk            | Kahia                   | Khaled Mohsen        | Khalid Ennigrou      | 28,5     |

### Risultati individuali
Furono assegnate medaglie ai giocatori di ogni scacchiera con le tre migliori percentuali di punti per partita.
|                                | Giocatore             | Punti            | Partite          | %                |
| Prima scacchiera               | Prima scacchiera      | Prima scacchiera | Prima scacchiera | Prima scacchiera |
| ------------------------------ | --------------------- | ---------------- | ---------------- | ---------------- |
|                                | Friðrik Ólafsson      | 14               | 18               | 77,8             |
|                                | Jonathan Penrose      | 12,5             | 17               | 73,5             |
|                                | Miguel Najdorf        | 12,5             | 17               | 73,5             |
| Seconda scacchiera             |                       |                  |                  |                  |
|                                | Tigran Petrosyan      | 10               | 12               | 83,3             |
|                                | Pál Benkő             | 8                | 12               | 66,7             |
|                                | Jesús Díez del Corral | 10,5             | 16               | 65,6             |
| Terza scacchiera               |                       |                  |                  |                  |
|                                | Boris Spasskij        | 11               | 14               | 78,6             |
|                                | István Bilek          | 10               | 14               | 71,4             |
|                                | Vlasimil Hort         | 12               | 17               | 70,6             |
| Quarta scacchiera              |                       |                  |                  |                  |
|                                | Borislav Ivkov        | 13,5             | 16               | 84,4             |
|                                | Raúl Sanguineti       | 13,5             | 16               | 84,4             |
|                                | Paul Keres            | 9,5              | 13               | 73,1             |
| Quinta scacchiera (1ª riserva) |                       |                  |                  |                  |
|                                | Juchym Heller         | 10,5             | 12               | 87,5             |
|                                | Donald Byrne          | 9,5              | 12               | 79,2             |
|                                | Levente Lengyel       | 8,5              | 12               | 70,8             |
| Sesta scacchiera (2ª riserva)  |                       |                  |                  |                  |
|                                | Michail Tal'          | 10               | 13               | 76,9             |
|                                | Bjørn Brinck-Claussen | 9                | 12               | 75,0             |
|                                | Robert G. Wade        | 6                | 12               | 50,0             |

#### Medaglie individuali per nazione
| Nazione          |   |   |   | Totali |
| ---------------- | - | - | - | ------ |
| Unione Sovietica | 4 | 0 | 1 | 5      |
| Argentina        | 1 | 1 | 0 | 2      |
| Islanda          | 1 | 0 | 0 | 1      |
| Jugoslavia       | 1 | 0 | 0 | 1      |
| Stati Uniti      | 0 | 2 | 0 | 2      |
| Inghilterra      | 0 | 1 | 1 | 2      |
| Ungheria         | 0 | 1 | 0 | 1      |
| Danimarca        | 0 | 1 | 0 | 1      |
| Spagna           | 0 | 0 | 1 | 1      |
| Cecoslovacchia   | 0 | 0 | 1 | 1      |
| Ungheria         | 0 | 0 | 1 | 1      |